# Chanson (Alte Musik)
In der Alten Musik bezeichnet der Terminus Chanson (heutige Aussprache [ʃɑ̃ˈsɔ̃]) eine zentrale Form der französischen Musik des Spätmittelalters und der Renaissance. Eine exakte Definition wirft Probleme auf, da das Wort chanson im Französischen von jeher im allgemeinsten Sinne jedes gesungene Musikstück bezeichnen kann, also in derselben Weise wie das deutsche Lied gebraucht wird. Um den Unterschied zum modernen Genre des Chansons zu verdeutlichen – das in keiner nachweisbaren historischen Kontinuität mit der älteren Form steht – verwendet die deutschsprachige Musikwissenschaft für mittelalterliche und frühneuzeitliche Chansons das Femininum. Man spricht also, analog zum französischen la chanson, von Die Chanson, während die moderne Form im Deutschen normalerweise als Neutrum, also Das Chanson, behandelt wird.
Beim Versuch einer Eingrenzung dessen, was zur Blütezeit der alten Chanson – die etwa von der zweiten Hälfte des 14. Jahrhunderts bis zur Mitte des 16. Jahrhunderts angesetzt wird – im engeren Sinne unter dieser Bezeichnung subsumiert wurde, wird in der Musikwissenschaft auf verschiedene Anhaltspunkte zurückgegriffen:
- Es handelt sich um eine Form der weltlichen Musik, das heißt, bei allem sonstigen Reichtum an Sujets der zugrundeliegenden Texte sind religiöse Themen ausgespart.
- Damit zusammenhängend sind Chansontexte fast ausnahmslos in der Volkssprache, also Französisch, verfasst. Hierbei ist zu berücksichtigen, dass die politischen Grenzen in der fraglichen Zeit auch nicht annähernd mit denen der Gegenwart übereinstimmen. Ein Großteil der bedeutenden Chanson-Komponisten stammte nicht aus Gebieten, die tatsächlich dem König von Frankreich untertan waren, sondern vielmehr aus Burgund beziehungsweise den Burgundischen Niederlanden.
- Die Chanson im engeren Sinne ist eine mehrstimmige Form. Die ebenfalls häufig als chansons bezeichneten Werke der Trobadors und Trouvères des Hochmittelalters fallen als einstimmige Musik aus der Betrachtung heraus.
- Die Chanson gilt als weltliches Gegenstück der Motette. Diese seinerzeit bedeutendste Form der polyphonen  geistlichen Musik wies mehrere Stilmerkmale auf, die in dieser Form in der Chanson nicht zu finden sind. Während Chansons, wie erwähnt, ausschließlich auf französische Texte zurückgreifen, können Motetten volkssprachliche und lateinische Texte kombinieren. Die Isorhythmie galt als kennzeichnendes musikalisches Stilelement der Motette und wurde dementsprechend in weltlicher Musik so gut wie nicht eingesetzt.
- Ferner werden als Chansons vorwiegend solche Stücke bezeichnet, deren Worte nicht in den sogenannten formes fixes (also insbesondere Rondeau, Virelai und Ballade) gesetzt sind.
- Eng verwandt ist die Chanson mit der italienischen Form der Canzona/Canzone, deren Entwicklung sie auch insofern teilt, als beide im Lauf des 16. Jahrhunderts vom Madrigal als wichtigster Gattung weltlicher polyphoner Vokalmusik abgelöst wurden. Die charakteristische rhythmische Eröffnungsfigur lang–kurz–kurz, die in der Canzona außerordentlich häufig verwendet wird, ist jedoch in der französischen Variante weniger präsent.

Als erster wichtiger Komponist von Chansons in diesem spezielleren Sinne wird gewöhnlich Guillaume de Machaut genannt, da vor ihm so gut wie keine mehrstimmigen Werke überliefert sind, die sich der Gattung zurechnen lassen, auch sind vor Machaut keine Sätze einem namentlich bekannten Musiker sicher zuordenbar. Die ersten Generationen der sogenannten franko-flämischen Musik, darunter Komponisten wie Guillaume Du Fay, Gilles Binchois, Josquin Desprez und Johannes Ockeghem führten Machauts Tradition fort: In ihrem Schaffen fungiert die Chanson, allgemein gesprochen, aufgrund ihrer relativ wenigen formalen Restriktionen als „Experimentierfeld“ für die strengeren Anforderungen der geistlichen Formen im Kanon der altklassischen Vokalpolyphonie, also etwa ihren Motetten und Messen.